# 世界衝撃映像100連発 カメラが見た劇的瞬間
『世界衝撃映像100連発 カメラが見た劇的瞬間』（せかいしょうげきえいぞうひゃくれんぱつカメラがみたげきてきしゅんかん）は、TBS系列で2009年6月2日から不定期で放送されている特別番組（草野仁のMCを務める「世界・ふしぎ発見!」の派生番組）である。

## 概要
世界中から集めた衝撃映像を紹介する。さらにお値段ランキングと称して各映像の買い付け金額をパネラーに予想させ、ランキング形式で発表する点が大きな特徴となっている。
また、海外のドキュメンタリー番組から流用された映像を放送する注目映像では結末を予想する3択クイズを時折出題し、うち2問又は3問が不正解だったパネラーは当番組への出入禁止（以後出演できなくなる）となる独自ルールがある。ただ、第50回放送（2024年12月4日放送）を記念して一旦リセットされた。また出入禁止となってしまっても、番組終盤に発表されるお値段ランキングの第1位を的中させれば解除される。
このルールにより番組出入禁止になっていたパネラーは次の通り。
- 渡辺徹（第28回）
- 光浦靖子（オアシズ）（第28回）
- 大久保佳代子（オアシズ）（第28回）
- 榊原郁恵（第29回）
- 佐野勇斗（第29回）
- 河北麻友子（第30回）
- 鈴木紗理奈（第33回）
- 藤田ニコル（第33回）
- 井戸田潤（スピードワゴン）（第33回）
- ゆきぽよ（第34回）
- 香里奈（第34回）
- 高杉真宙（第36回）
- 岡田圭右（ますだおかだ）（第36回）
- 角田晃広（東京03）（第36回）
- ホラン千秋（第37回）
- 亜生（ミキ）（第37回）
- 昴生（ミキ）（第38回）
- 森口博子（第38回）
- 池田美優（第38回）
- 山田杏奈（第38回）
- 井森美幸（第39回）
- 成田凌（第39回）
- 山之内すず（第39回）
- 松村沙友理（第40回）
- 狩野英孝（第40回）
- 野呂佳代（第41回）
- 鈴木福（第41回）
- 生見愛瑠（第41回）
- 河合郁人（当時A.B.C-Z）（第42回）
- 阿佐ヶ谷姉妹（第42回）
- 志田彩良（第43回）
- 稲田直樹（アインシュタイン）
- 河井ゆずる（アインシュタイン）

## 現在の出演者
第52回時点

### 司会
- 草野仁（第12回 - ）
- 千原ジュニア

### パネラー
第52回
アインシュタインの2人・松村は過去に番組出入り禁止となっていた。
- アインシュタイン（稲田直樹・河井ゆずる）
- 神田愛花
- 松村沙友理

## 過去の司会者
- 徳光和夫（第3、4、6回〜）
- 宮本隆治（第2、5回）
- 青木裕子（当時TBSアナウンサー）（第2〜6回）
- 古谷有美（TBSアナウンサー）（第7回）
- 佐藤渚（当時TBSアナウンサー）（第8回）

ほか

## 放送リスト
| 放送回 | 放送日時                          | 備考 |
| ------ | --------------------------------- | --- |
| 第1回  | 2009年6月2日（火）19:55 - 21:48   | 全国ネット |
| 第2回  | 2010年10月14日（木）19:00 - 20:54 | 全編ローカルセールス枠での放送のため、一部系列局は非ネット                                                                                          |
| 第3回  | 2011年10月13日（木）19:00 - 20:54 | 全編ローカルセールス枠での放送のため、一部系列局は非ネット                                                                                          |
| 第4回  | 2012年3月1日（木）19:00 - 20:54   | 全編ローカルセールス枠での放送のため、一部系列局は非ネット                                                                                          |
| 第5回  | 2012年7月4日（水）19:00 - 20:49   | 一部系列局は20:00から短縮版を放送 |
| 第6回  | 2012年10月1日（月）19:00 - 20:49  | 全国ネット |
| 第7回  | 2013年2月13日（水）19:00 - 20:54  | 全編ローカルセールス枠での放送のため、一部系列局は非ネット                                                                                          |
| 第8回  | 2013年9月26日（木）19:00 - 20:49  | 全国ネット |
| 第9回  | 2013年12月23日（月）18:30 - 20:54 | 全国ネット |
| 第10回 | 2014年4月30日（水）19:00 - 21:54  | 全編ローカルセールス枠での放送のため、一部系列局は非ネット                                                                                          |
| 第11回 | 2014年8月27日（水）19:00 - 21:54  | 全編ローカルセールス枠での放送のため、一部系列局は非ネット                                                                                          |
| 第12回 | 2014年11月12日（水）19:00 - 21:54 | 全編ローカルセールス枠での放送のため、一部系列局は非ネット                                                                                          |
| 第13回 | 2014年12月24日（水）18:30 - 20:58 | 全編ローカルセールス枠での放送のため、一部系列局は非ネット                                                                                          |
| 第14回 | 2015年5月27日（水）19:56 - 21:54  | 全編ローカルセールス枠での放送のため、一部系列局は非ネット                                                                                          |
| 第15回 | 2015年7月26日（日）19:00 - 20:54  | 全国ネット |
| 第16回 | 2015年9月30日（水）19:00 - 21:54  | 全編ローカルセールス枠での放送のため、一部系列局は非ネット                                                                                          |
| 第17回 | 2015年12月27日（日）18:30 - 21:00 | 全国ネット |
| 第18回 | 2016年2月10日（水）19:00 - 21:54  | 全編ローカルセールス枠での放送のため、一部系列局は非ネット                                                                                          |
| 第19回 | 2016年4月13日（水）19:56 - 22:54  | 一部系列局は21:57から短縮版を放送 |
| 第20回 | 2016年7月6日（水）19:00 - 21:54   | 全編ローカルセールス枠での放送のため、一部系列局は非ネット                                                                                          |
| 第21回 | 2016年8月28日（日）18:30 - 20:54  | 全国ネット |
| 第22回 | 2016年10月12日（水）19:00 - 21:54 | 全編ローカルセールス枠での放送のため、一部系列局は非ネット                                                                                          |
| 第23回 | 2017年2月15日（水）19:00 - 21:54  | 全編ローカルセールス枠での放送のため、一部系列局は非ネット                                                                                          |
| 第24回 | 2017年8月2日（水）19:00 - 21:54   | 全編ローカルセールス枠での放送のため、一部系列局は非ネット                                                                                          |
| 第25回 | 2017年10月22日（日）18:30 - 19:57 | 全国ネット |
| 第26回 | 2017年12月18日（月）20:00 - 22:54 | 全国ネット |
| 第27回 | 2018年2月5日（月）20:00 - 22:00   | 全国ネット |
| 第28回 | 2018年5月14日（月）19:00 - 22:00  | 全国ネット |
| 第29回 | 2018年8月1日（水）19:00 - 21:57   | 全編ローカルセールス枠での放送のため、一部系列局は非ネット                                                                                          |
| 第30回 | 2019年1月14日（月）19:00 - 21:00  | 全国ネット |
| 第31回 | 2019年4月10日（水）19:00 - 21:57  | 全編ローカルセールス枠での放送のため、一部系列局は非ネット                                                                                          |
| 第32回 | 2019年5月29日（水）19:00 - 21:57  | 全編ローカルセールス枠での放送のため、一部系列局は非ネット                                                                                          |
| 第33回 | 2019年9月4日（水）19:00 - 21:57   | 全編ローカルセールス枠での放送のため、一部系列局は非ネット                                                                                          |
| 第34回 | 2020年1月12日（日）18:30 - 20:57  | 全国ネット |
| 第35回 | 2020年5月18日（月）19:00 - 22:00  | 全国ネット |
| 第36回 | 2020年8月23日（日）18:30 - 21:00  | 全国ネット |
| 第37回 | 2020年12月10日（木）19:00 - 21:00 | 全国ネット |
| 第38回 | 2021年2月8日（月）19:00 - 21:00   | 全国ネット |
| 第39回 | 2021年3月15日（月）21:00 - 22:57  | 全国ネット |
| 第40回 | 2021年8月22日（日）18:30 - 20:54  | 全国ネット |
| 第41回 | 2022年2月28日（月）19:00 - 21:00  | 全国ネット |
| 第42回 | 2022年6月6日（月）19:00 - 21:00   | 全国ネット |
| 第43回 | 2022年10月3日（月）21:00 - 22:57  | 全国ネット |
| 第44回 | 2023年1月11日（水）19:00 - 21:57  | 全編ローカルセールス枠での放送のため、一部系列局は非ネット また20:00から短縮版を放送する系列局もあり                                                |
| 第45回 | 2023年4月5日（水）19:00 - 21:57   | 全編ローカルセールス枠での放送のため、一部系列局は非ネット また20:00から短縮版を放送する系列局もあり                                                |
| 第46回 | 2023年6月28日（水）19:00 - 21:57  | 全編ローカルセールス枠での放送のため、一部系列局は非ネット また20:00から短縮版を放送する系列局もあり                                                |
| 第47回 | 2023年12月28日（木）18:00 - 23:43 | 『笑える!泣ける!動物スクープ100連発』および『ワールド極限ミステリー』との合体スペシャル。 全国ネット。                                              |
| 第48回 | 2024年4月3日（水）19:00 - 21:58   | 全編ローカルセールス枠での放送のため、一部系列局は非ネット また20:00から短縮版を放送する系列局もあり                                                |
| 第49回 | 2024年7月3日（水）18:30 - 21:57   | 『ワールド極限ミステリー』との合体スペシャル。 全編ローカルセールス枠での放送のため、一部系列局は非ネット また20:00から短縮版を放送する系列局もあり |
| 第50回 | 2024年12月4日（水）19:00 - 22:57  | 「祝50回記念ボリュームアップSP」として初の4時間放送。 21:58から59分間の短縮編集版にて放送する系列局もあり。                                         |
| 第51回 | 2024年12月26日（木）18:00 - 21:30 | 『TBSベストシーン映像祭』との合体SPとして放送（番組全体としては18:00 - 23:43）。 全国ネット。                                                       |
| 第52回 | 2025年6月4日（水）19:00 - 21:58   | 全編ローカルセールス枠での放送のため、一部系列局は非ネット。                                                                                        |

当初は2015年3月25日の『水トク!』枠（19:00 - 21:00）での放送予定も立てられていたが、放送前日にジャーマンウイングス9525便墜落事故が発生、放送内容が事故を連想させるため犠牲者へ配慮し延期。代替番組として前年度放送の『徳光和夫の感動再会"逢いたい"』が再放送された。
2024年12月現在、金曜日・土曜日で放送された実績が1度もない。

## スタッフ
第51回（2024年12月26日放送分）
- 総合演出：藤好耕（東阪企画）
- ナレーター：柴田秀勝、銀河万丈、古川登志夫
- SW：渡辺滋雄
- CAM：伊藤孝浩
- MIX：大島康彦
- AUD：越村朱音
- VE：中原健裕
- VTR：高島恭志朗
- CG：伊東健一郎
- 照明：足立洋幸
- 美術：小野貢
- イラスト：山田和宏
- 編集：新保公英
- MA：元木綾美（第4、5、14、40回）
- TK：伊藤佳加
- 音効：久坂惠紹
- 衣装：AOKI
- 技術協力：ヌーベルアージュ、ヌーベルバーグ、エクサインターナショナル
- 美術協力：エルグ
- 映像協力：Box Genius LLC.、Newsflare Limited、Viral Hog、Jukin Media、Yasar Yagci、Anthony D'Souza、Safuto TV、Gabriel Gonzales、Ivan Usachev、West Yorkshire Police、Cōrdoba Police Emergency Services、Pmt Ciudad Vieja Sacatepēquez、Video Krolic、Tafsiri、Mcleon Okon、Giorgio English Fareira、動画:Julin Media/アフロ、動画:アフロ、動画:Newsflare/アフロ、Mayday:Air Crash Disaster
- 航空監修：秀島一生
- 編成：中野翔貴（TBSテレビ）
- 宣伝：小山陽介（TBSテレビ）
- 制作協力：ワイズメンコミュニケーションズ
- AD：白濵萌衣、徳田彩恵、仲本啓太郎
- ディレクター：吉濵明秀、中川奈緒、森凌介、渡辺樹
- 演出：小巻英里香
- プロデューサー：大久保徳宏（東阪企画）、青海鉄山（ワイズメンコミュニケーションズ）、三門綾子（東阪企画、以前はAP）、佐藤江美（東阪企画、以前はAP）
- 製作：東阪企画、TBS

### 過去のスタッフ
- ナレーター：服部潤、石塚運昇
- TD：米田博之（第4回）
- SW（第3回ではTDと表記）：村松明（第3、5回）
- CAM：津野祐一（第3回）、日向野崇（第4回）、榎本丈之（第14回）、西阪康史（第40回）
- MIX（第4回では音声と表記）：
- 照明：藤沼宏彰、石川芳雄
- 音声→MIX：池田正義（第3回）、今野健（第14回）、赤池暢也（第40回）
- AUD：榊原大輔（第14回）、浅野晴紀（第40回）
- VTR：石田良平（第3回）、坂田昌也（第4、5、14回）
- 美術（第5回では美術プロデューサーと表記）：石井康裕
- 編集：一戸勇人（第4回）、佐藤敦哉（第5回）、安齋勝広（第14回）、相馬貴志（第40回）
- MA：杉山正（第3回）
- TK：岸田純子（HELA、第14回）、海東祐里奈（HELA、第40回）
- 美術協力：カトウクラフト
- 動物監修：静岡大学 加藤英明、樋口広芳、横浜・八景島シーパラダイス、東京猫医療センター
- 列車事故監修：桜井淳（第14回）
- 映像協力
  - 第3回：FOX INTERNATIONAL CHANNEL、APTN、TSN、Clip TV
  - 第4回：KXAS-TV
  - 第5回：The Conus Achtive、Zia Film Distribution
  - 第14回：Spectrum TV
  - 第40回：Rightsbank Ltd.、Storyful Ltd.、Jukin Media Inc.、Rumble Inc.、Lauchpad Entertainment、Caters News Agency Ltd.、Leo Nunes、Selim S. via Licet Studios、University of Regina、Grace Pocknell、Mayday: Air Crash Disaster
- 編成：畠山渉（TBSテレビ）
- 宣伝：河野裕之（TBSテレビ、第4回）、井田香帆里（TBSテレビ）
- スタジオディレクター：碓田千加志（東阪企画）
- FA：金川紗希子
- FD：飯塚尊、下川翔平
- AD：青木貴之、田中里佳、甲斐絢子
- ディレクター：狩野丈志、村田真之（東阪企画）
- 演出：野原卓司（東阪企画、第40回）
- プロデューサー：武井泉（東阪企画）